# Province de Catane
La province de Catane (Provincia di Catania en italien, pruvincia di Catania en sicilien) est une ancienne province italienne de 1 078 130 habitants, dont la capitale est la ville de Catane.
La province est bordée par les provinces de Messine, d'Enna, de Caltanissetta, de Raguse et de Syracuse.

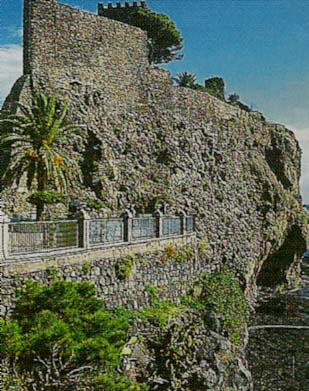
Le château d'Aci.

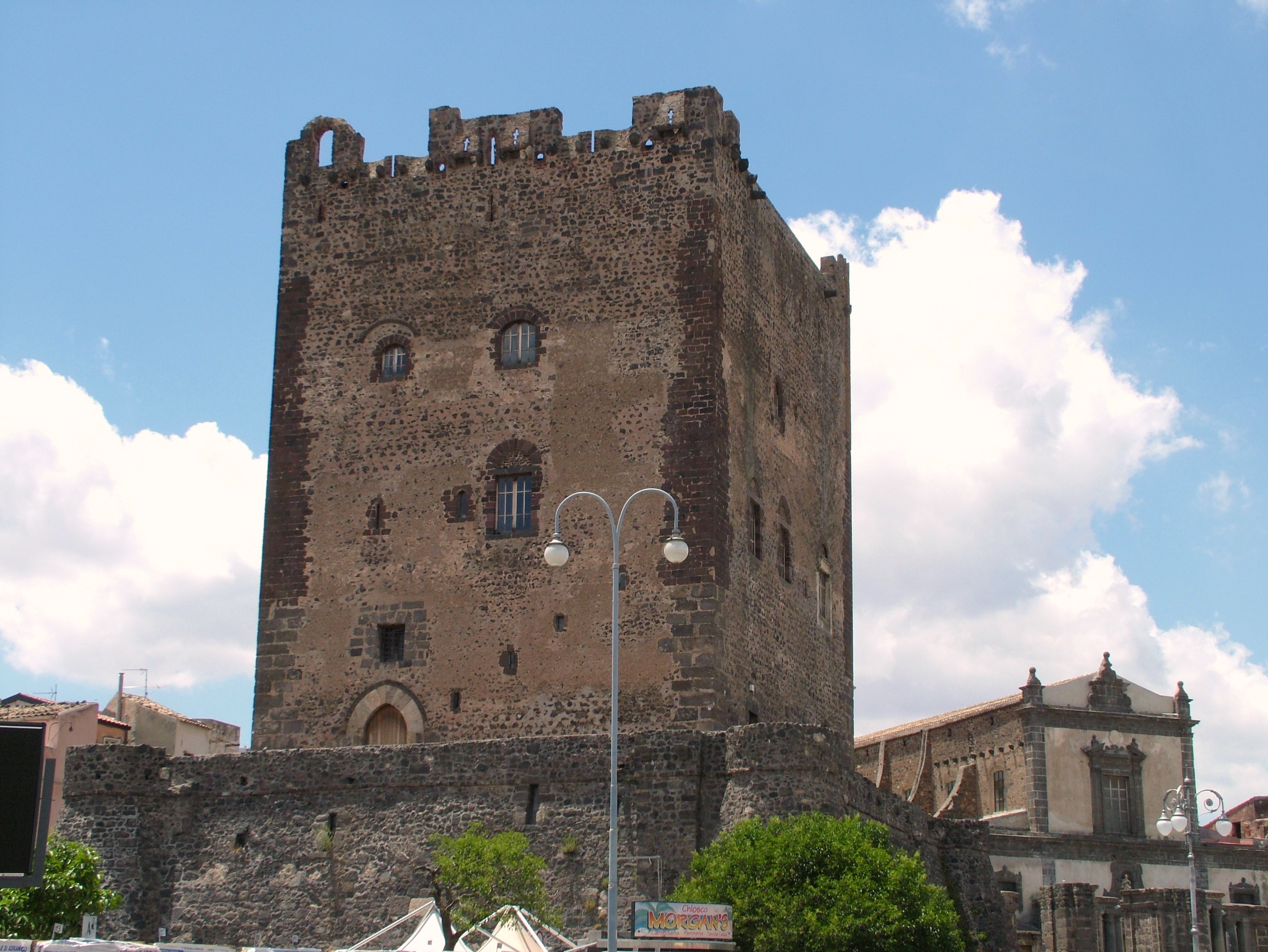
Le château normand d'Adrano.

## Géographie
La province de Catane se caractérise par son grand nombre de paysages très variés. La province est composée en grande partie de larges plaines dont la plaine de Catane. La plus haute montagne de la province est l'Etna (c'est aussi le volcan le plus actif d'Europe, il cumule à 3 340 mètres d'altitude).
Au nord, la province est bordée par le fleuve d'Alcantra qui marque la frontière avec la province de Messine, la frontière suit ensuite une petite partie du vaste parc de Nebrodi (it). La province est entourée par les chaînes de montagnes des monts Héréens et des monts Hybléens.
La zone qui entoure le volcan est caractérisée par la présence de verdure, châtaigniers et pins. La zone étant peu urbanisée, la végétation du parc de l'Etna est principalement constituée de la présence de genêts. À l'ouest du volcan se trouve la réserve naturel du fleuve Simeto.

### Hydrographie
La province de Catane est intéressante pour son bassin hydrographique (le plus important de la Sicile), le bassin est constitué de son principal fleuve : le Simeto et ses affluents : le Gornalunga et le Dittaino (it). Le bassin d'une densité de plus de 4 300 km2 serpente la plaine de Catane, la plupart des fleuves de ce bassin prennent leurs sources des monts Héréens et des Nébrodes.
L'étendue de l'ensemble du bassin est très variable selon les saisons et les précipitations qui sont particulièrement pauvres en Sicile centrale (it). Mais le bassin reste généralement bien alimenté en eau grâce à la lente fonte des neiges.
Une particularité de la province est la présence de rivières souterraines : la rivière d'Amenano (it), enterrée à la suite de l'éruption de 1669, la rivière Ognina (ou Lognina) est elle aussi issue d'une coulée de lave. En 1381, à la suite de l'ouverture d'un cratère, la rivière d'Aci (it) apparaît, et sur celle-ci vont se développer un grand nombre de légendes et de mythes régionaux. La rivière d'Alcantara aurait elle aussi trouvée sa source d'une coulée de lave du volcan (provenant du cratère de Mojo Alcantara, ou plus probablement du versant nord de l'Etna).

### Les lacs

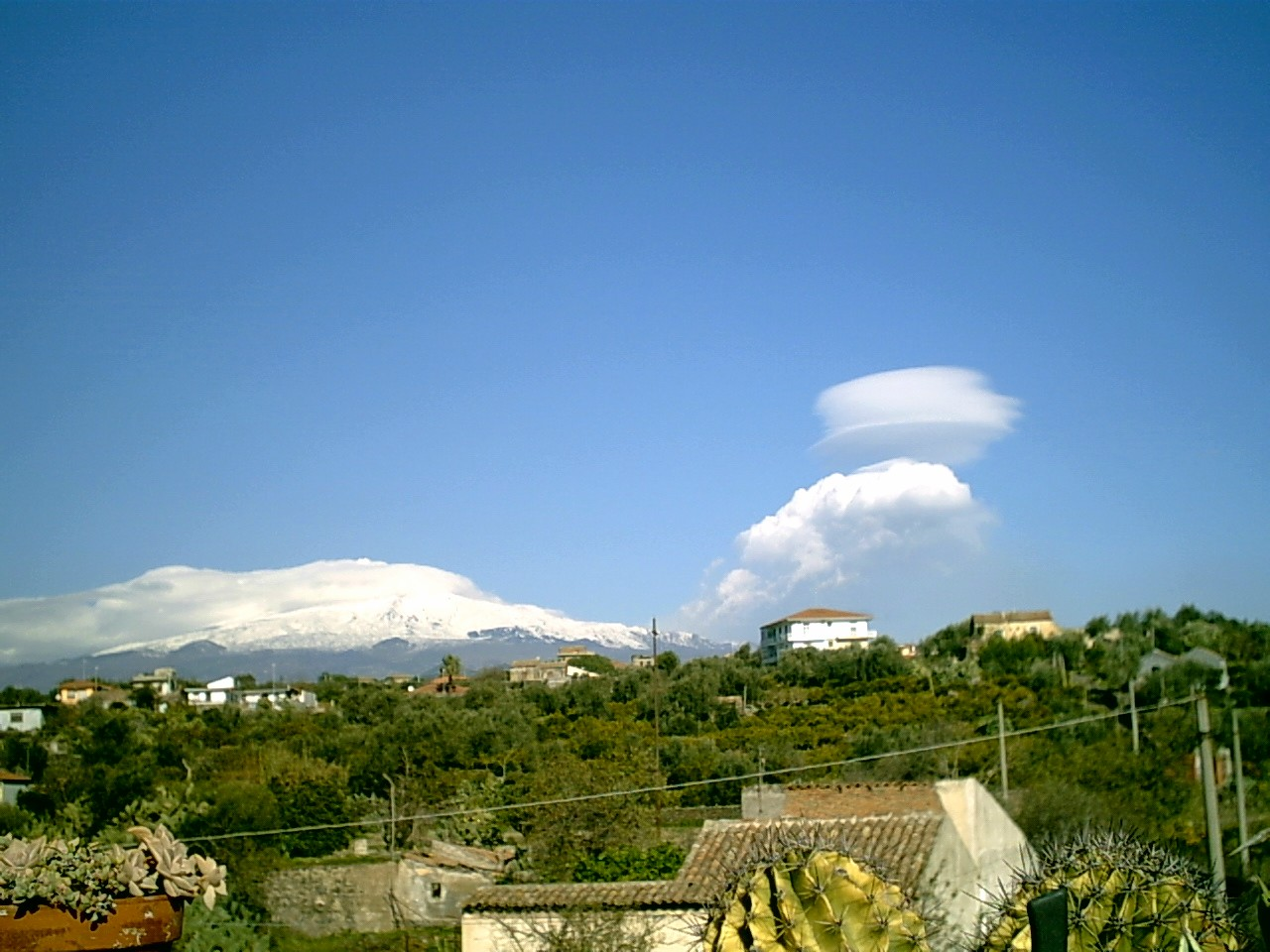
L'Etna en hiver

Le territoire de la province de Catane, bien qu'il soit le plus grand bassin fluvial de l'île, ne possède pas de grands lacs. Il a cependant des lacs naturels qui sont pour la plupart situés dans des zones protégées.
La zone désignée comme la réserve naturelle de Simeto est tout ce qui reste d'un grand écosystème qui comprenait plusieurs zones humides ; telles celles d'Agnone, de Valsavoia (Lentini) et du Pantano de Catane. Aujourd'hui, il reste des lacs de l'ancienne zone humide de la région :
- Le lac de Gornalunga, formé par un influent du Simeto.
- Le lac de Gurnazza, comprenant des dunes côtières.
- Le lac de Salatelle, un petit marais d'eau salé.

Dans le parc de Nebrodi (it) :
- Le lac Trearie (it) : c'est un lac naturel situé à 1 435 mètres d'altitude. Il a été élargi avec un barrage pour augmenter sa capacité de stockage, il couvre 10 hectares sur le territoire des communes de Tortorici et de Randazzo. Le lac est d'une importance également au niveau de la faune de la région, car c'est un lieu de repos pour un grand nombre d'oiseaux migrateurs.

Au nord-ouest de l'Etna :
- Le lac Gurrida (it) : c'est un exemple rare en Europe d'un lac de barrage formé par une coulée de lave (en 1536). Il est situé dans le territoire de la commune de Randazzo à 835 mètres d'altitude. Le lac a un périmètre d'environ 6 km et l'aire du bassin est d'environ 50 km2.

Les lacs artificiels :
- Le lac Dirillo (it), appartenant au territoire de Licodia Eubea.
- Le lac d'Ogliastro, entre les communes de Piazza Armerina et de Ramacca.

### Les montagnes
La province de Catane ne possède pas de grandes chaînes de montagnes, ou de hautes montagnes, la seule exception est le volcan de l'Etna, qui est le plus grand volcan d'Europe et le plus haut sommet de la Sicile. De par sa taille et de par son écosystème complexe, il est le plus grand massif montagneux de l'île. Le reste de la province fait partie de la plaine de Catane qui est dominée par un relief de collines ondulantes et de pics atteignant au maximum 700 mètres de haut.

### La mer
La mer Ionienne borde la côte de la province de Catane sur plus de 65 km. La côte est alternée entre des plages de sable, de graviers et des falaises (notamment entre Acireale et Catane).
Depuis le port de Catane et jusqu'à Syracuse démarre une plage de sable. Au centre de cette côte on trouve le golfe de Catane qui va des communes d'Aci Castello à Augusta (dans la province de Syracuse).

### Le climat
La province de Catane possède un climat qui peut être très varié en raison de son altitude et de sa proximité avec la côte. Dans les terres de l'Etna et des Nébrodes la neige est souvent présente en hiver au-dessus de 1 200 mètres d'altitude, et les précipitations atteignent 1 300 mm. En revanche, les zones de la plaine de Catane ont un climat semi-aride avec des précipitations modestes et essentiellement concentrées pendant la saison d'automne sous forme de tempête.
Les températures moyennes annuelles se maintiennent entre 17 °C et 19 °C. La zone située en altitude dispose de fortes différences de températures entre le jour et la nuit, ce qui peut provoquer du brouillard intense sur tout le sud-ouest de la province. La province est l'une des zones la plus chaude de la Sicile, pendant l'été, lors des vagues de chaleur, la température est en moyenne de 35 °C et peut monter jusqu'à 48 °C. L'inverse se produit pendant les nuits d'hiver où la température chute à −5 °C.

## Transports

### Voiries

#### Autoroutes
La province est traversée par l'axe Nord/Sud de l'autoroute A18 (reliant Messine à Catane). L'axe Est/Ouest de l'autoroute A19 (reliant Catane à Palerme). Il y a aussi l'autoroute Catane-Syracuse d'une longueur de 25 km.

#### Routes
La province est traversée par de nombreuses routes dont les axes principaux sont la SS 114 reliant Messine, Catane et Syracuse et la SS 121 (Catane - Caltanissetta – Palerme).
Les routes nationales traversant la province de Catane :
- SS 114 : Syracuse - Messine (littorale)
- SS 120 : Cerda - Station de Fiumefreddo
- SS 121 : Paternò - Catane
- SS 124 : Syracuse - San Michele di Ganzaria (Carrefour Gigliotto)
- SS 192 : Catane - Enna
- SS 194 : Raguse - Catane
- SS 284 : Randazzo - Paternò
- SS 288 : Piazza Armerina - Carrefour Gerbini
- SS 385 : Carrefour Iazzotto - Caltagirone
- SS 417 : Catane - Gela
- SS 514 : Raguse - Catane
- SS 575 : Troina – Paternò

Le transport public est assuré par une vingtaine de sociétés de transports utilisant des autobus. Parmi eux, l'AMT de Catane qui assure le transport public dans la ville.

### Trains

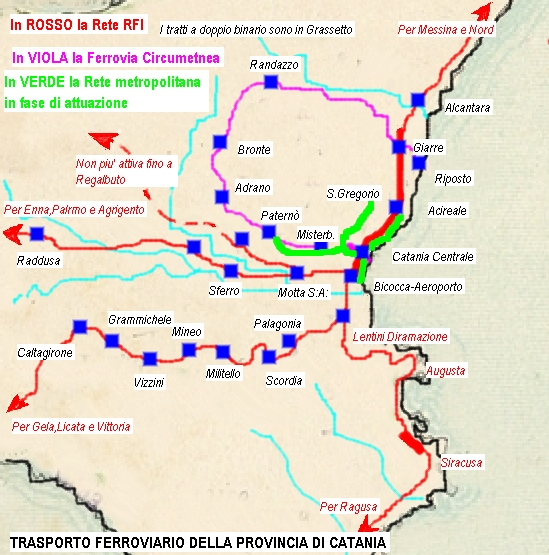
Transport ferroviaire dans la province de Catane

#### Chemin de fer
L'axe ferroviaire le plus important de la province est constitué de la ligne Messine – Syracuse. Depuis la gare de Catane, les lignes électrifiées sont raccordées avec les gares des villes d'Enna, de Caltanissetta, d'Agrigente et de Palerme.
Le transport ferroviaire est utilisé pour le tourisme, mais également pour le commerce et l'industrie, notamment jusqu'au années 80 pour le transport d'agrumes.
L'axe ferrovia circumetnea est important pour le déplacement des touristes, la ligne de chemin de fer part de Catane et fait le tour de l'Etna, reliant les grandes gares de la province entre elles.

#### Métro

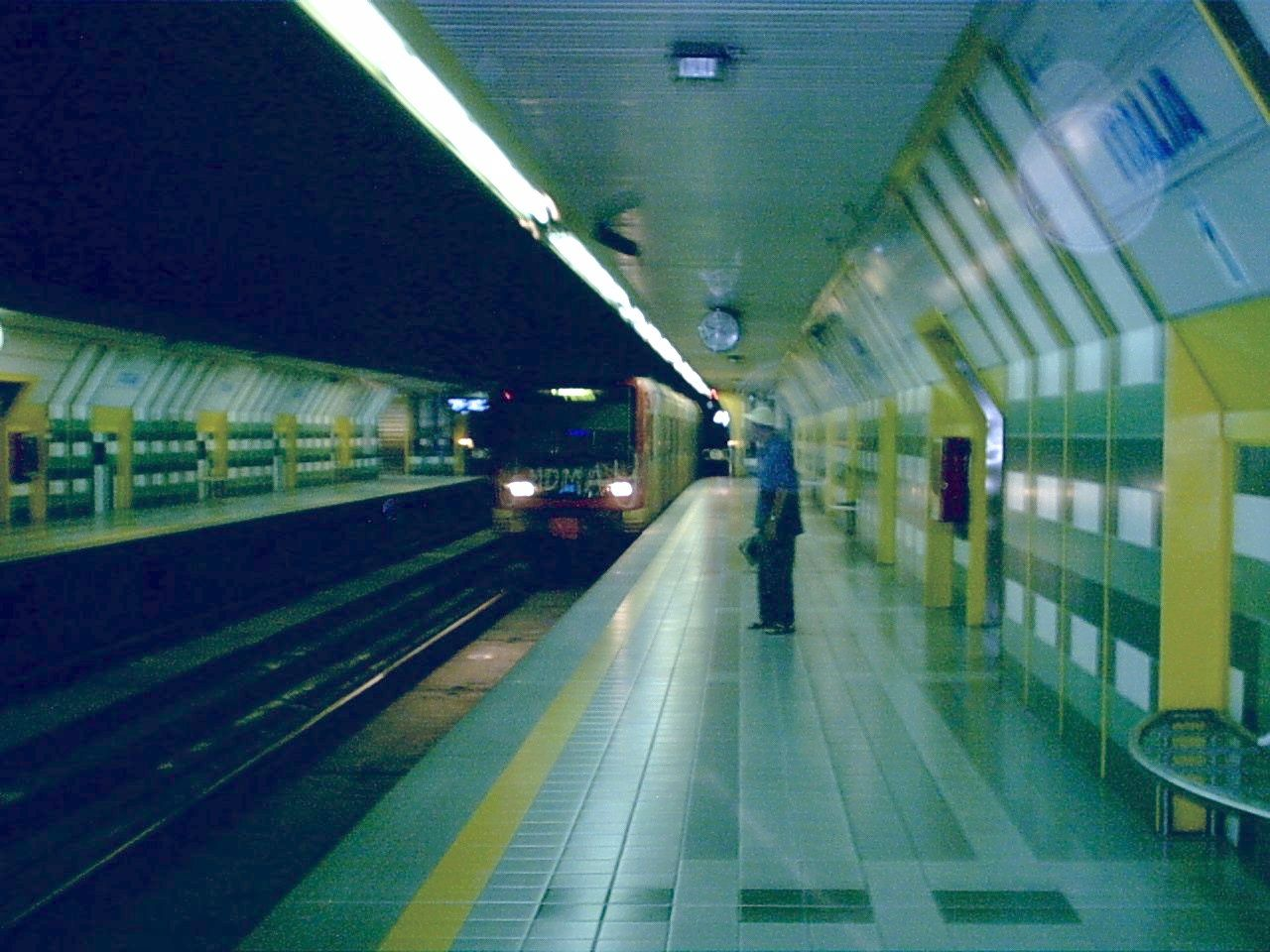
Métro de Catane (Station Italia)

La ligne de métro de la ville de Catane est opérationnelle depuis le 27 juin 1999.
La ligne est d'une longueur de 3,8 km et comprend 6 stations : Borgo, Giuffrida, Italia, Galatea, F.S. Stazione Centrale et Porto.

### Aéroport
L'aéroport de Catane-Fontanarossa est depuis le 5 mai 2007 un aéroport international. L'aéroport occupe la 6e place en termes de transport de passagers (6 246 888 passagers en 2012).

### Liaisons maritimes
Le port officiel de la province est celui de Catane, même si sa taille et son opérabilité sont limitées.
Le port de Catane est tout de même un bon atout dans le trafic commercial de la province, le port est relié aux ports de :
- Civitavecchia
- Gioia Tauro
- Gênes
- Taranto
- Malte
- Tunis

Il assure un transport de passagers avec les ports de Naples, Livourne et Malte.

## Histoire

### La première urbanisation

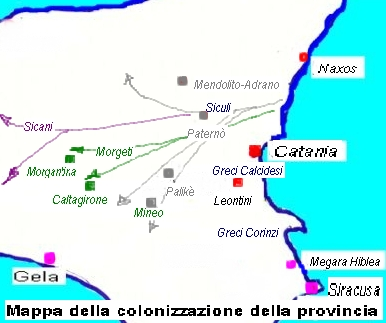
Carte de la colonisation de la province de Catane

La province de Catane a toujours été habitée par de nombreuses civilisations. Des traces de civilisations préhistoriques, ont été retrouvées un peu partout, sur les pentes de l'Etna, dans les zones côtières et le long des vallées du Simeto et de ses affluents. Toutes les villes montrent des traces de la présences de Sicanes puis de Sicules. Mais c'est de la période grecque que la province garde des traces évidentes (historiques et archéologiques).
La période qui suit vise principalement à faire de l'île une propriété de Rome, les lourdes charges fiscales conduisent a un appauvrissement de la province. Le développement commence à partir de la fin de l'Empire romain, dès 212, avec l'octroi de la citoyenneté romaine aux Siciliens. L'influence romaine sur la province reste pourtant bien présente : en démontre les vestiges d'aqueducs et de bains et les vestiges de Catane, comme l'amphithéâtre.

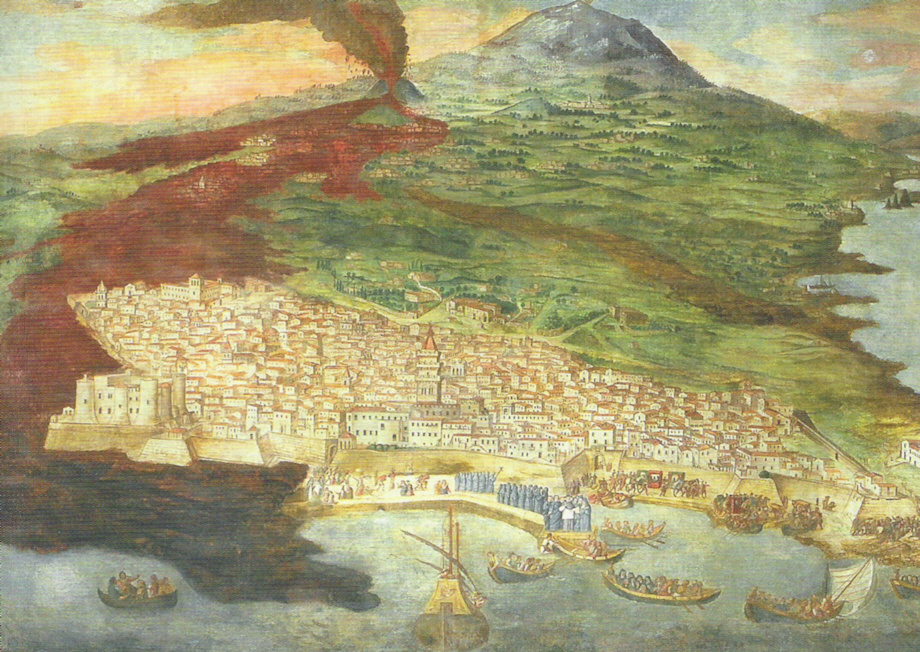
L'éruption de 1669

Jusqu'à la fin du XVIIe siècle l'économie de la province de Catane est un marché avec des intérêts extra-provinciaux dans le domaine de la production céréalière, dans la production de blé, dans la viticulture, dans l'élevage de bétails et dans la production de soie. La ville de Catane commence alors sa croissance démographique, avec l'immigration de familles venant de l'intérieur de l'île et cherchant du travail qui sont attirées par le développement et la richesse économique de la province. Au cours du XVIIe siècle, la province est frappée par deux terribles catastrophes : la coulée de lave et l'éruption de l'Etna de 1669 et le tremblement de terre de 1693 qui décime les deux tiers de la population de la commune de Trecastagni et qui détruit la plupart des habitations et des usines de la ville de Catane. La reconstruction est organisée et la politique qui est mise en place par les dirigeants de l'époque permet le renouveau de la province qui va montrer une vitalité inattendue.
Le 24 février 1853 la chambre de commerce de Catane est créée, ses initiatives vont permettre le développement des services postaux, bancaires, des infrastructures routières et maritimes. La chambre favorise aussi la culture du coton et du riz dans la plaine de Catane, mais ne va pas obtenir le succès attendu (faillite de l'entreprise en 1859).

### L'unification de l'Italie

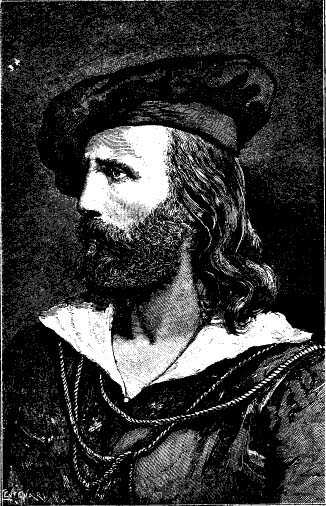
Giuseppe Garibaldi

Pendant l'expédition des Mille, la ville de Bronte est l'épisode d'un triste événement : le massacre de Bronte. En août 1860, le paysans de Bronte se révoltent, occupant les terres des propriétaires, pour que la division équitable des terres proposée par Garibaldi soit mise en place. La révolte est violemment réprimée par Nino Bixio, qui a peur d'une possible révolution républicaine.
Après l'unification de l'Italie et avec la création de la province (6 octobre 1862), l'économie commence à se développer fortement. La province attire alors des grands investisseurs, les riches financiers d'Europe du Nord sont intéressés par l'activité minière et le port de Catane va favoriser les échanges. Les financiers vont ensuite implanter des banques et financer des constructions de chemins de fer dans toute la province. La croissance économique est surtout présente dans la ville de Catane qui apparaît à la fin du XIXe siècle comme une ville très élégante, même si certains quartiers de la ville restent alors occupés par des classes ouvrières du fait de l'immigration.
Tout au long du XIXe siècle, la province de Catane va connaître une forte évolution démographique due en partie à l’immigration. Pour la ville de Catane : sa population passe de 52 000 habitants en 1834 à 101 000 habitants en 1887. Un rapport de 1887 montre que les habitants de la province n'émigrent pas vers la métropole contrairement au reste de l'île.
À la fin du siècle, grâce aux investissements des banques et à l'apport de capitaux étrangers, les raffineries de soufre et l'industrie chimique se développe. La meunerie se développe, les usines Prinzi exportent et importent la farine de blé, la manufacture De Feo emploie plus de 480 personnes en 1897 pour une production de 1 500 kg de fil de coton par jour. Les entreprises d'ameublement et automobiles commencent aussi à se développer. La fin de ce siècle voit aussi la construction du chemin de fer Circumetnea, et le développement du transport des passagers autour de l'Etna.

### L'industrialisation duXXesiècle
Depuis l'Antiquité l'industrie du soufre s'est développée aux alentours de l'Etna.
Même si à l'époque antique le soufre été affiné en dehors de la Sicile, par la suite, la Sicile a commencé le raffinage du soufre et Catane est devenu le lieu principal du raffinage du produit. Ceci peut s'expliquer par le fait que Catane possède un chemin de fer qui le relie à l'Etna et un port qui le relie aux villes de l'Italie du Sud.
Ainsi, à la fin du XIXe siècle la Sicile possède 500 mines qui ont créé 200 000 emplois. La ville de Catane est devenue « la ville du soufre ». Au nord de la gare et tout au long de la rue de Messine, on trouve des fours de fusion, des usines de raffinage avec des hautes cheminées et tout un complexe industriel.
Dans les premières décennies du XXe siècle, la ville de Catane est en forte croissance et elle devient un modèle pour toute la Sicile, avec son développement économique dans le domaine de l'industrie du textile et dans le raffinage et la commercialisation du soufre, avec notamment l'exportation du soufre vers la capitale, à Rome on parle de Catane comme « Le Milan du Sud » (Milano del Sud). D'après les statistiques, la province de Catane exporte le soufre vers de nombreuses destinations dont les États-Unis, la Russie, la France, l'Autriche et la Grande-Bretagne.
Le déclenchement de la Première Guerre mondiale fait chuter le trafic commercial de la province en raison de la fermeture des marchés de l'Est touchés par la crise économique.
Catane et la province sont alors entrées dans une grave crise. Le commerce de soufre reste cependant toujours présent dans la province, bien qu'il soit concurrencé par le développement de productions moins coûteuses comme celle du Texas.

## Économie

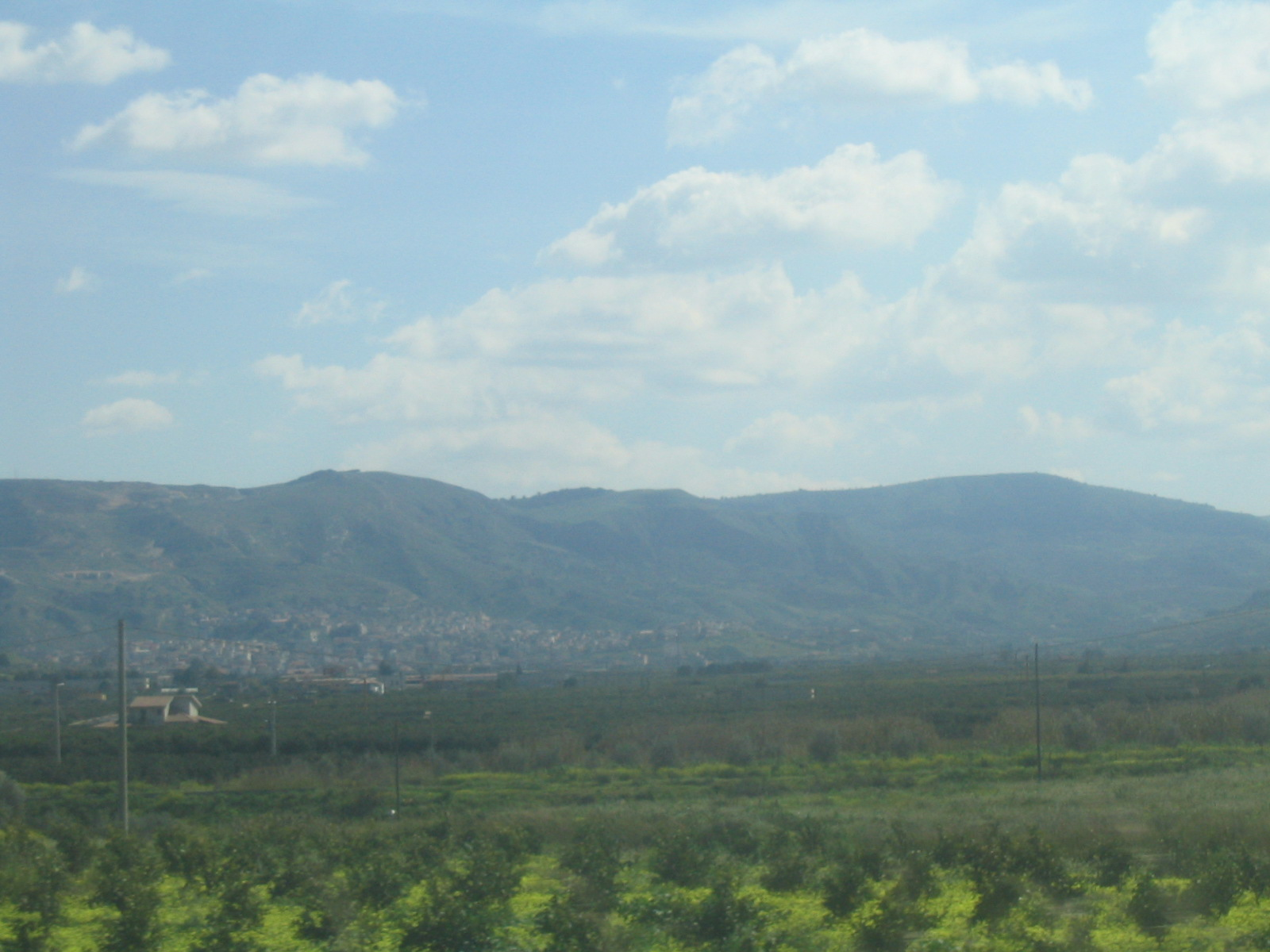
Culture d'agrumes

La province de Catane présente une grande variété d'activités économiques et productives qui en font la plus active et la plus dynamique de l'ensemble de l'île.
Elle est active dans le secteur primaire (agriculture) : particulièrement dans la viticulture et la culture d'agrumes. Elle possède des centres industriels, celui de Catane est spécialisé dans l'industrie alimentaire. Et enfin, la province possède un grand nombre de commerces.

## Culture

### Université et instituts scolaires
La province de Catane s'appuie sur la présence de l’Université de Catane, créée en 1434. L'université propose aujourd'hui 80 cursus, répartis dans 12 facultés. En 1998 a été créée l'école supérieure de Catane (it) dans le but d'offrir un programme d'excellence aux élèves diplômés.

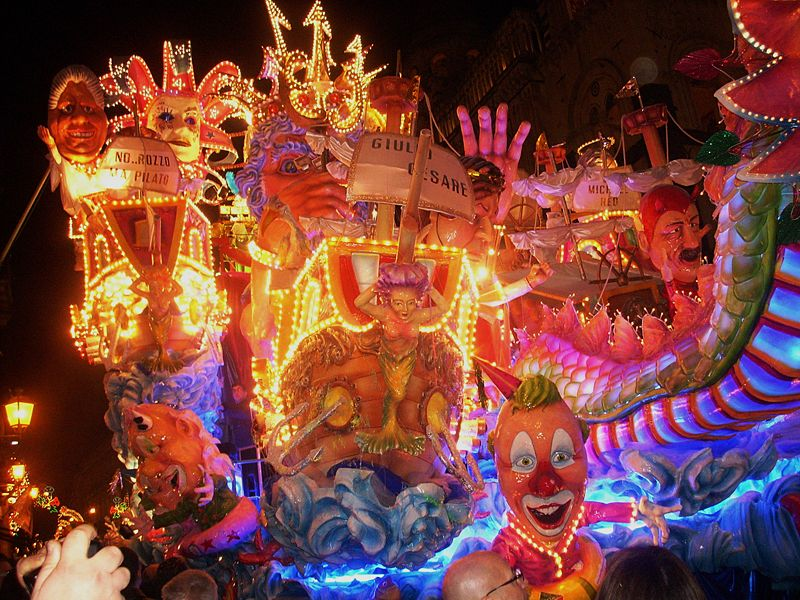
le Carnaval d'Acireale est le plus célèbre de la Sicile

Il y a également de nombreux instituts scolaires secondaires, 24 collèges à Catane, 9 à Acireale, 7 à Caltagirone et à Giarre, 5 à Paternò, 4 à Riposto et à Adrano, 3 à Biancavilla, Bronte et à San Giovanni la Punta et 1 à Grammichele, Militello, Nicolosi, Randazzo et à Scordia. En plus de ceux-ci, des écoles privées offrent une large gamme de formation.

### Théâtre

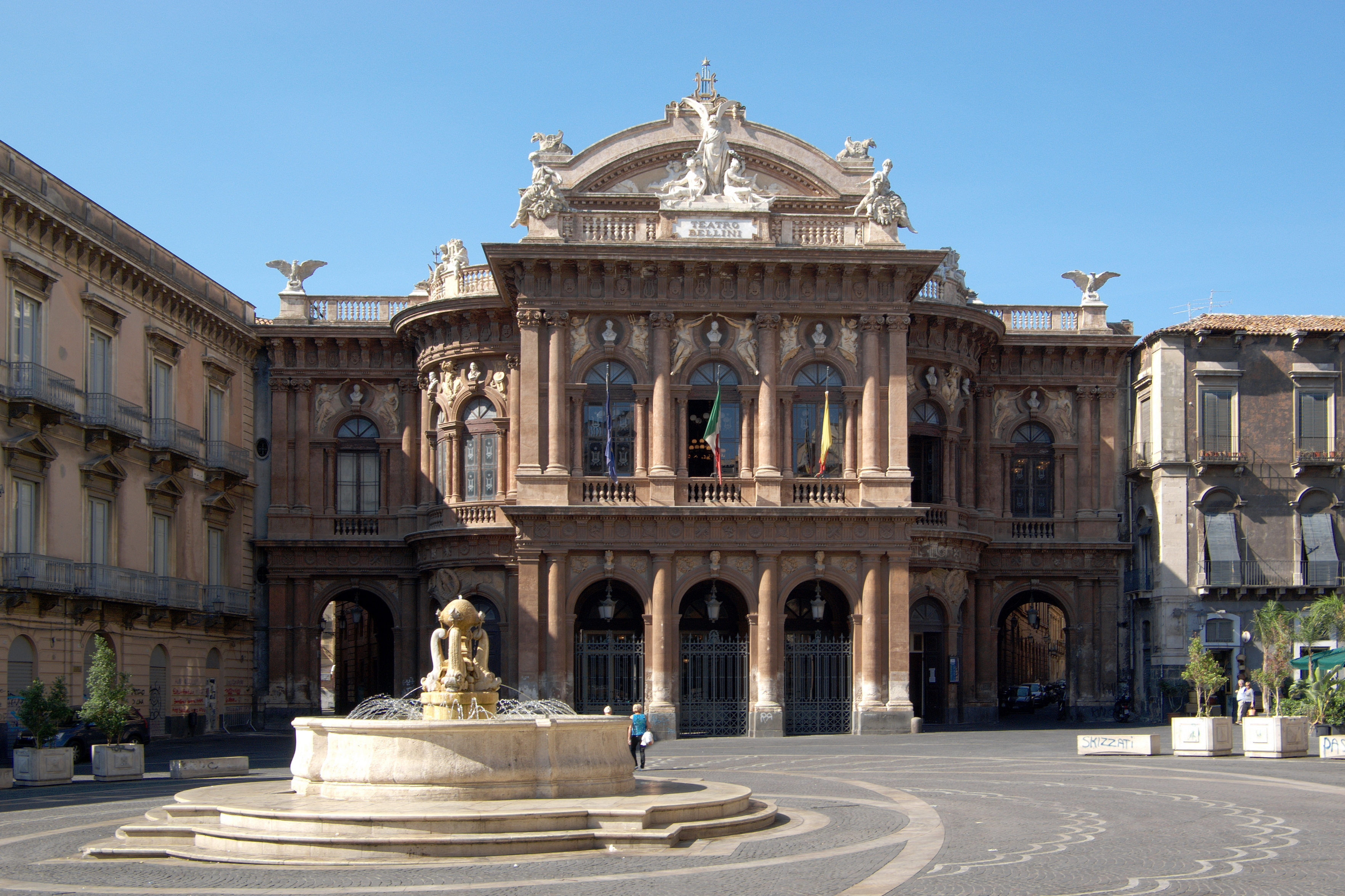
Le théâtre Massimo Vincenzo Bellini

La ville de Catane possède de nombreux théâtres et de nombreuses troupes de comédiens aussi bien amateurs que professionnels. Le théâtre fait partie de la culture de la province. Le principal théâtre de la ville et de la province est le Théâtre Massimo Vincenzo Bellini.
Un autre théâtre populaire important est le théâtre de marionnettes sicilien Opera dei Pupi, qui en 2001 est entré au patrimoine oral et immatériel de l'UNESCO.

### Dialecte
Dans la province de Catane, on parle une variante métaphorique du sicilien. Les habitants de la ville de Catane sont connus pour avoir un accent très marqué et agréable à entendre pour les Siciliens et les Italiens. Un des points du dialecte est la forte prononciation et insistance sur la consonne r, ce qui donne à l'écoute rm ou rn.

### Cinéma
Voici une liste de films tournés dans la province de Catane :
- Casta Diva (1935), de Carmine Gallone;
- Malìa, (1946), TITANUS
- Le Bel Antonio (Il bell'Antonio) (1960), de Mauro Bolognini.
- L'Ange pourpre (La sposa bella) (1960), de Nunnally Johnson.
- Divorce à l'italienne (Divorzio all'italiana) de Pietro Germi
- Un bellissimo novembre (1969), de Mauro Bolognini.
- Bronte – Chronique d'un massacre que les livres d'histoires ne racontent pas (1972), de Florestano Vancini
- Malicia (Malizia) (1973), de Salvatore Samperi
- Ce cochon de Paolo (Paolo il caldo) (1973), de Marco Vicario.
- Mimi métallo blessé dans son honneur (Mimì metallurgico ferito nell'onore) 1973, de Lina Wertmüller.
- Les Années de plomb (Anni di piombo) (1981), de Margarethe von Trotta.
- Palombella rossa (1989), de Nanni Moretti.
- Mémoire d'un sourire (Storia di una capinera) (1993) de Franco Zeffirelli.
- Gli Astronomi (2003), de Vanni Ronsisvalle (it).
- Mundo civilizado (2003), de Luca Guadagnino.
- Perdutoamor (2003), de Franco Battiato.
- Golden Door (Nuovomondo) (2006), d'Emanuele Crialese.
- L'uomo di vetro (2007), de Stefano Incerti.
- I Vicerè (2007), de Roberto Faenza adapté du roman Les Vice-rois.
- Il sole nero (2007), de Krzysztof Zanussi.
- Una notte blu cobalto (2008), de Daniele Gangemi.
- La Matassa (2008) de Salvatore Ficarra (it) et Valentino Picone (it).

## Tourisme

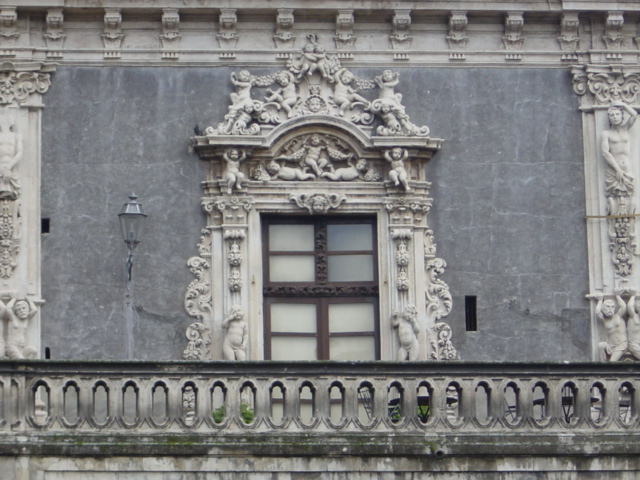
Une façade d'un bâtiment baroque de la ville de Catane

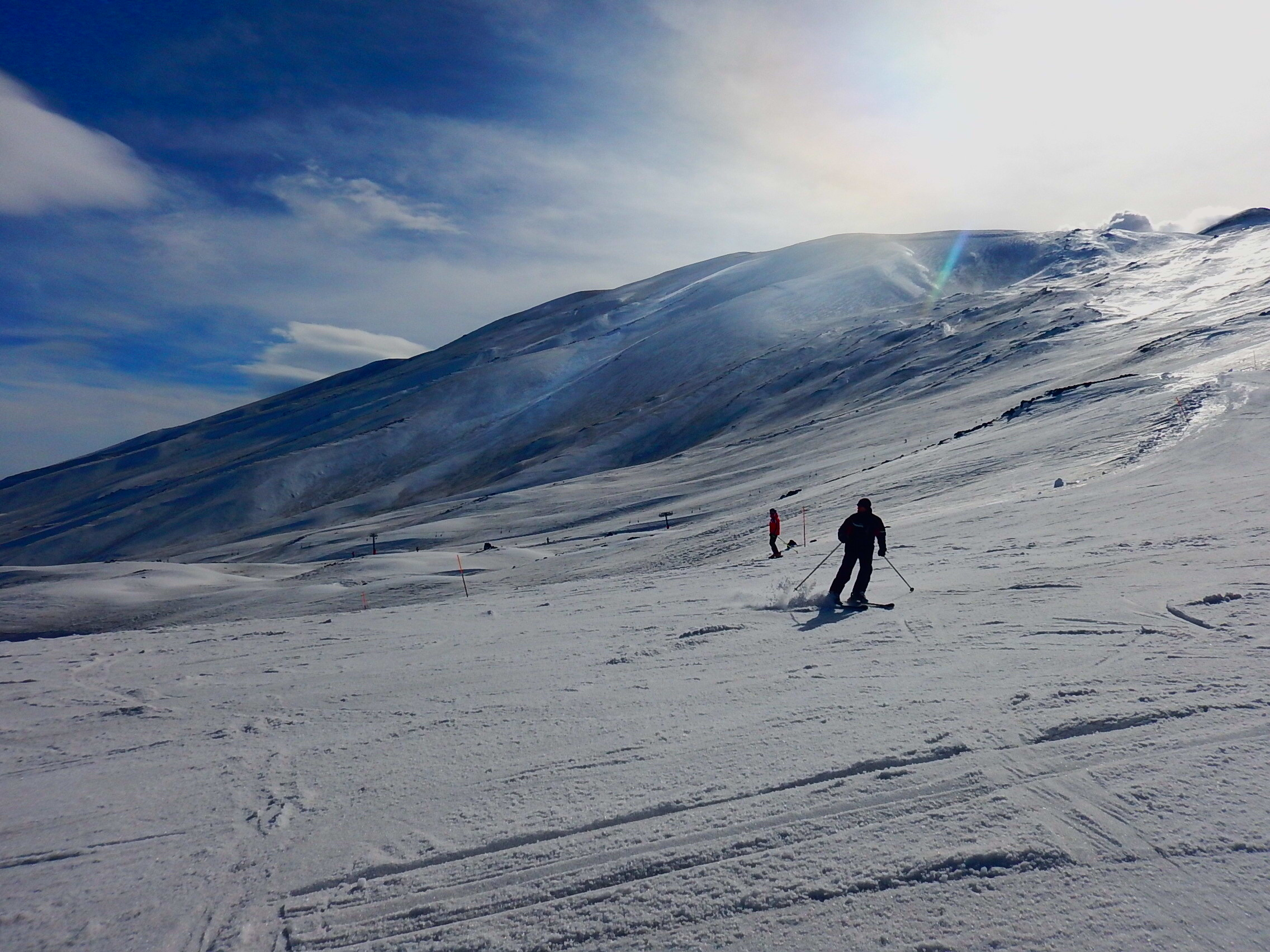
ski sur l'Etna à Piano Provenzana appelé aussi Etna nord

Comme toute la Sicile, la province de Catane est fortement touristique, d'un côté grâce à tous les paysages différents qu'elle propose, de l'Etna aux plages de la mer phénicienne, des chaînes de montagnes aux larges plaines. Elle propose aussi des visites de nombreux monuments, la ville de Catane dispose d'un large patrimoine culturel et de magnifiques monuments du style baroque et un grand nombre de ces monuments sont classés au patrimoine de l'UNESCO. De plus un tourisme hivernal sur l'Etna est possible, la principale station de ski Piano Provenzana possède une dizaine de piste de ski et propose un diaporama sur toute la province.

## Communes
La province de Catane possède 58 communes :
- Aci Bonaccorsi
- Aci Castello
- Aci Catena
- Aci Sant'Antonio
- Acireale
- Adrano
- Belpasso
- Biancavilla
- Bronte
- Calatabiano
- Caltagirone
- Camporotondo Etneo
- Castel di Judica
- Castiglione di Sicilia
- Catane
- Fiumefreddo di Sicilia
- Giarre
- Grammichele
- Gravina di Catania
- Licodia Eubea
- Linguaglossa
- Maletto
- Maniace
- Mascali
- Mascalucia
- Mazzarrone
- Militello in Val di Catania
- Milo
- Mineo
- Mirabella Imbaccari
- Misterbianco
- Motta Sant'Anastasia
- Nicolosi
- Palagonia
- Paternò
- Pedara
- Piedimonte Etneo
- Raddusa
- Ragalna
- Ramacca
- Randazzo
- Riposto
- San Cono
- San Giovanni la Punta
- San Gregorio di Catania
- San Michele di Ganzaria
- San Pietro Clarenza
- Sant'Agata li Battiati
- Sant'Alfio
- Santa Maria di Licodia
- Santa Venerina
- Scordia
- Trecastagni
- Tremestieri Etneo
- Valverde
- Viagrande
- Vizzini
- Zafferana Etnea

## Monuments et lieux

### Parcs et réserves naturels
La province possède plusieurs parcs et sites naturels :
- Le parc de l'Etna. Il est situé sur les pentes et autour de l'Etna, il est considéré comme un parc régional et est d'une taille de 58 095 hectares. Le parc fondé en 1987 possède une large biodiversité, son principal lieu d'intérêt géologique est la grotte du Gel.
- Le Parc du Nebrodi (it). Il est fondé le 4 août 1993 et possède 86 000 hectares.
- La Réserve naturelle de Santo Pietro (it). Elle est fondée en 1999 et possède 6 556 hectares.
- La Réserve naturelle du fleuve Fiumefreddo (it). Elle est fondée en 1984 et possède 1 038 hectares.
- La Réserve naturelle de la Timpa (it) d'une superficie de 22 534 hectares.

### Châteaux

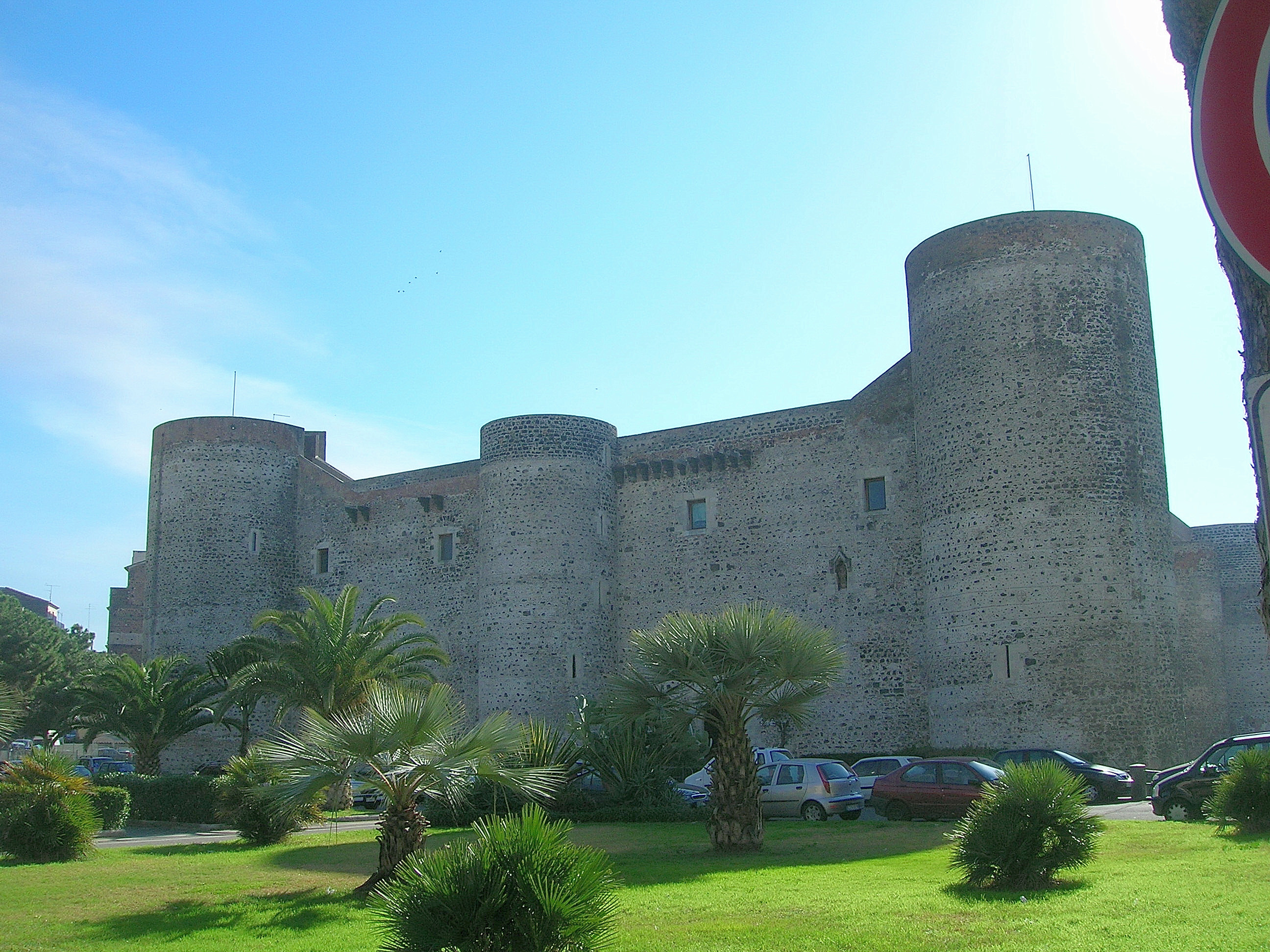
Le château d'Ursino à Catane.

| Situation              | Châteaux                                           |
| ---------------------- | -------------------------------------------------- |
| Catania                | Château d'Ursino                                   |
| Aci Castello           | Château                                            |
| Paternò                | Château de Paternò                                 |
| Adrano                 | Château normand d'Adrano (it)                      |
| Calatabiano            | Château arabo-normand                              |
| Motta Sant'Anastasia   | Tour normande (Donjon)                             |
| Castiglione di Sicilia | Château                                            |
| Caltagirone            | Château                                            |
| Licodia Eubea          | Château                                            |
| Santa Maria di Licodia | Tour arabo-normande de Santa Maria di Licodia (it) |

## Sports

### Équipes
La ville de Catane possède plusieurs clubs sportifs :
- Orizzonte Catania (water-polo)
- Amatori Catane (rugby)
- Calcio Catane (football)
- ASD Catania Beach Soccer (football de plage)

### Athlètes
Les principaux athlètes nés dans la province de Catane :
- Pietro Anastasi
- Franz Calì
- Angelo d'Arrigo
- Giuseppe D'Urso
- Orazio Fagone
- Carlotta Ferlito
- Andrea Lo Cicero
- Giusi Malato
- Giuseppe Mascara
- Ettore Messina
- Carmelo Pittera (it)
- Orazio Russo (it)
- Alessandro Trimarchi (it)
- Giacomo Ninfa (it)

### Source de traduction
- (it) Cet article est partiellement ou en totalité issu de l’article de Wikipédia en italien intitulé « Provincia di Catania » (voir la liste des auteurs).